# Gonfalon
Gonfalon – chorągiew o kształcie prostokąta, krótszym bokiem przymocowanego do poziomej poprzeczki, z bokiem przeciwległym wyciętym na kształt klinów – według określenia staropolskiego ogonów, w terminologii francuskiej zwanych płomieniami – flamme.
Gonfalon wywodzi się z rzymskiej chorągwi zwanej labarum. Szczególną popularność ten rodzaj chorągwi zdobył w Italii, gdzie od czasów średniowiecza używany jest jako chorągiew miejska.
Do dzisiaj tę tradycyjną formę zachowały procesyjne chorągwie kościelne.

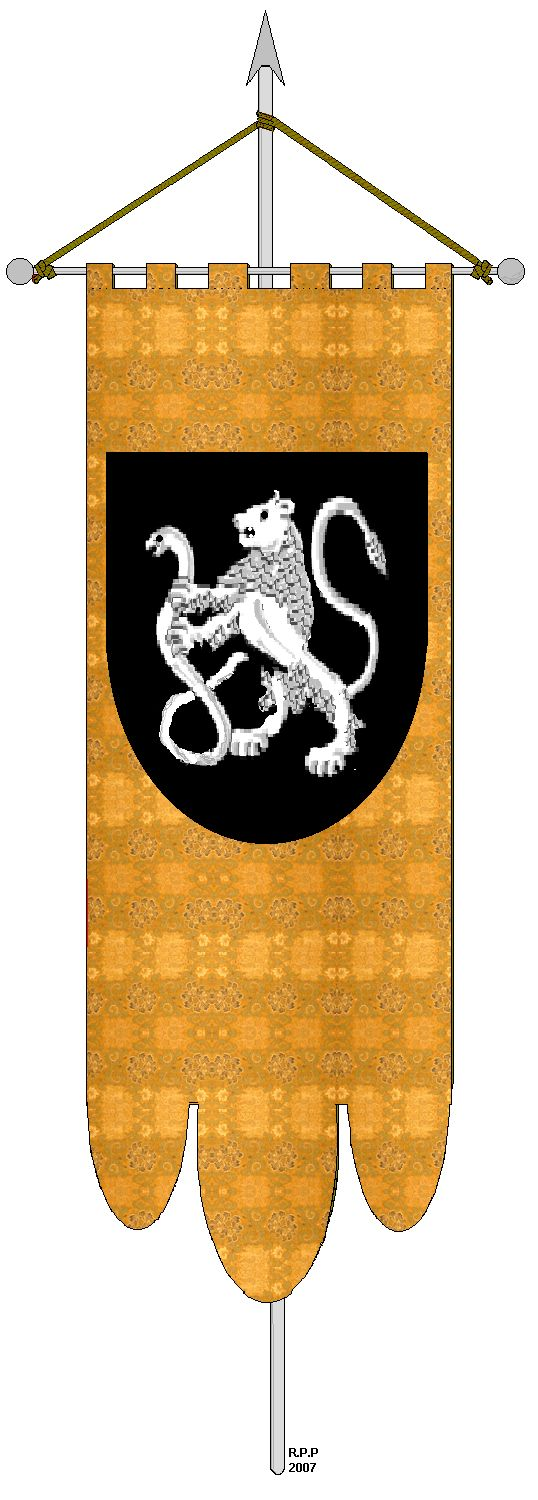
Gonfalon Republiki Senarica
Gonfalon w herbie miejskim Herrenbergu
Gonfalon w szlacheckim herbie Radwan
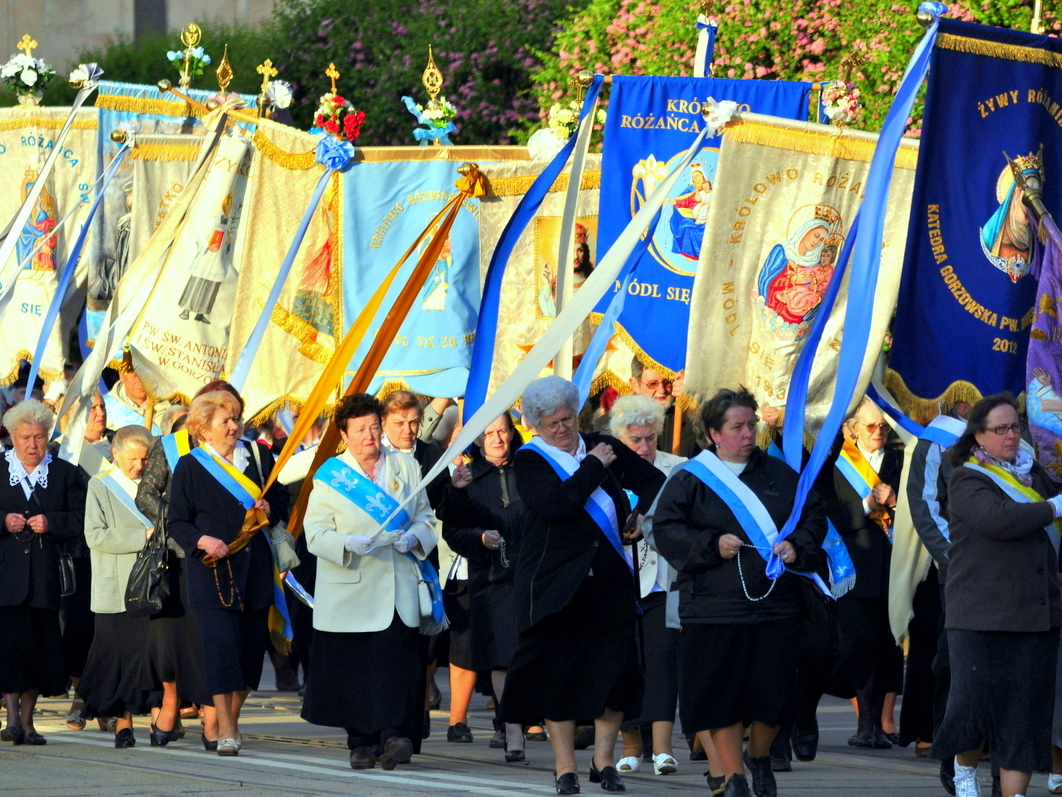
Procesja z chorągwiami kościelnymi w kształcie gonfalonu (Gorzów Wielkopolski 2012)
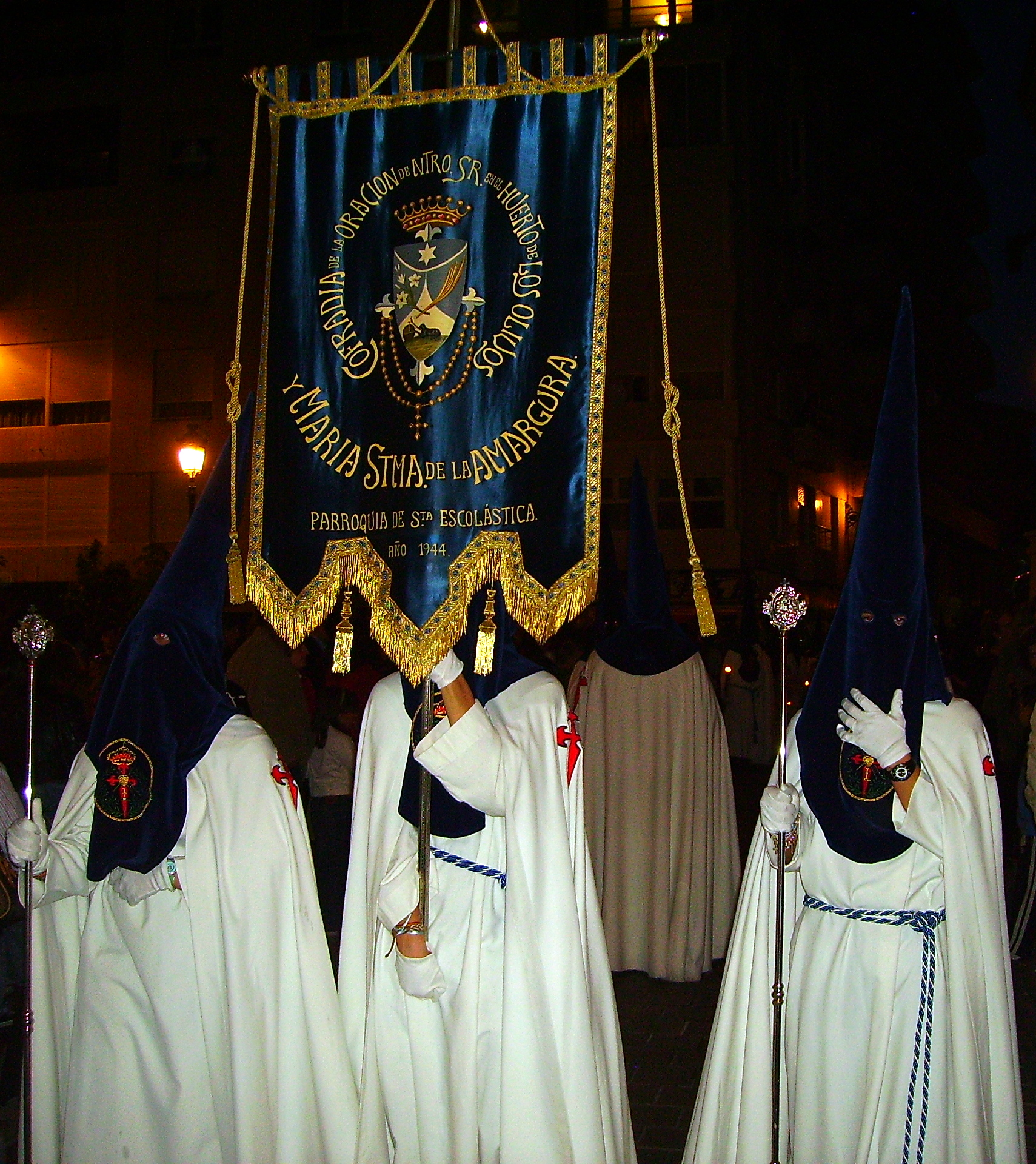
Chorągiew bractwa pokutnego (Wielki Tydzień w Granadzie 2009)
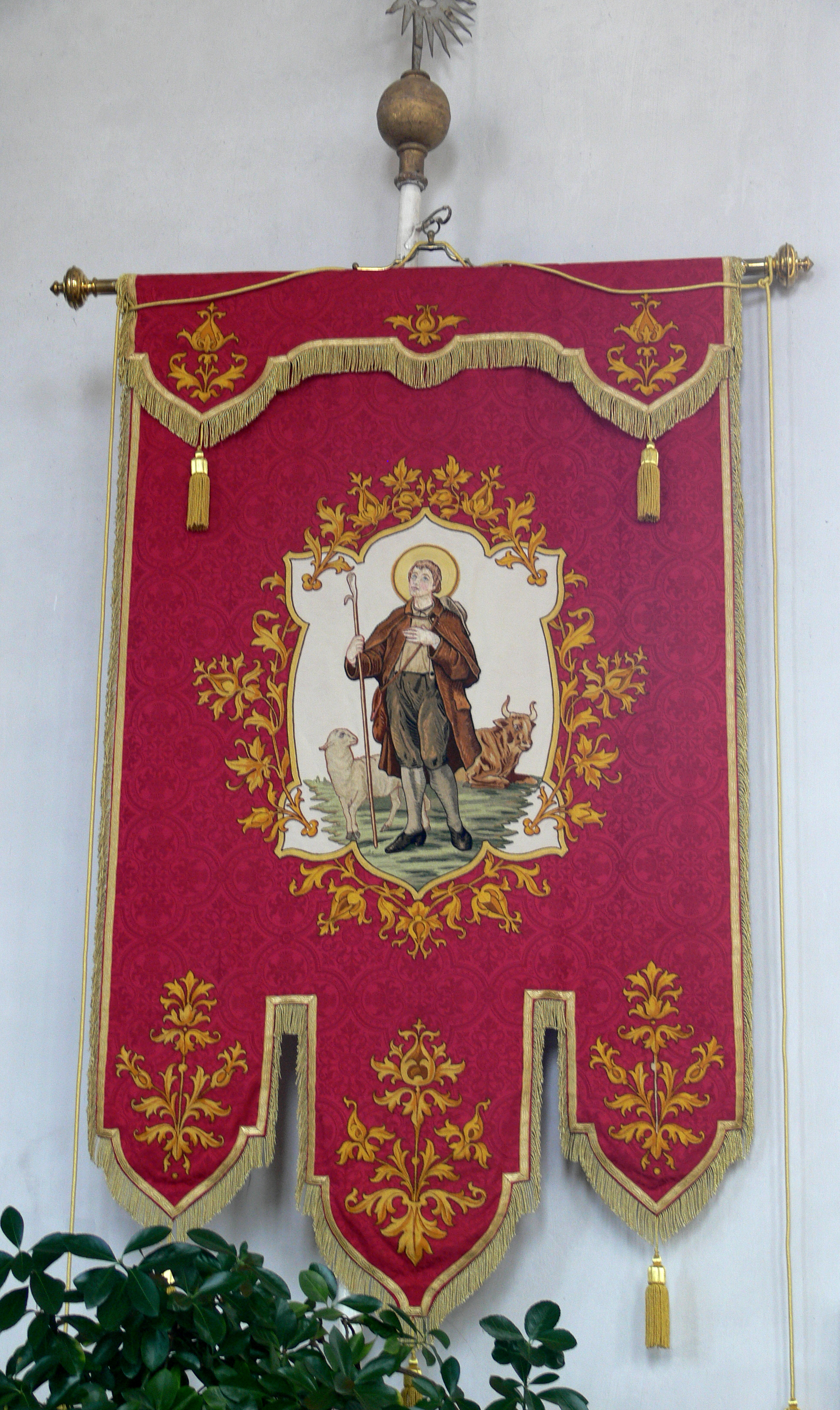
Chorągiew kościelna  (parafia św. Remigiusza w Biberach an der Riß)
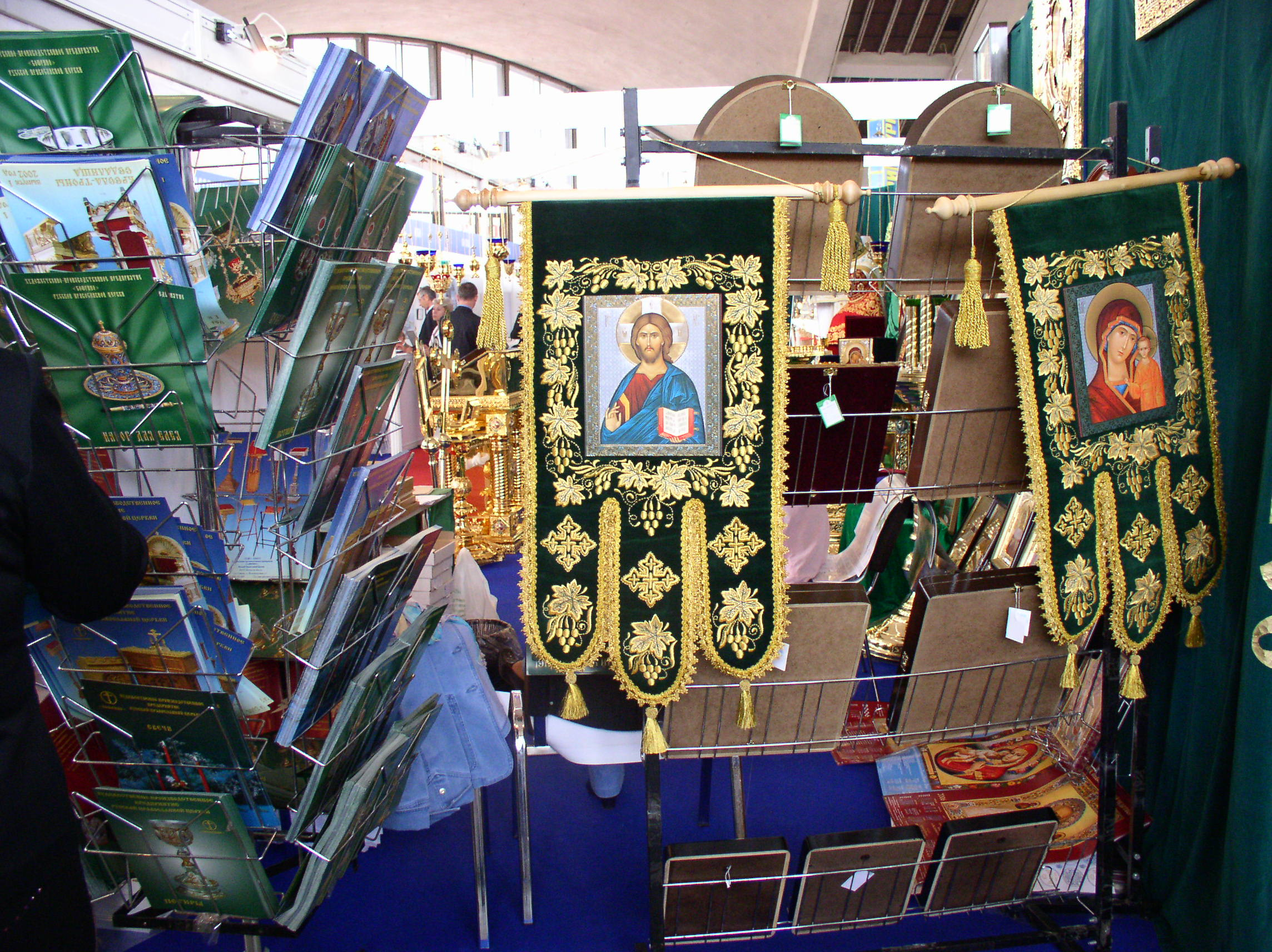
Prawosławne chorągwie kościelne na stoisku (Mińsk 2006)